# Karakuridōji Ultimo
Karakuridôji Último (機巧童子ULTIMO Karakuri Dōji Urutimo?, literalmente "Muchacho mecánico: Último"), comúnmente denominado Último, es una serie manga creada por Hiroyuki Takei y Stan Lee (y Pow Entertainment). El capítulo piloto fue entintado por Daigo y pintada por Bob y otros artistas del personal: Ka-Toon, Akira Yuki, Killer-R, Reki, y Crazy-Lili. El capítulo piloto se llama Karakuridôji Último:0 (機巧童子 ウルテイモ：ゼロ?) se publicó en el número especial de Jump SQ., denominado Jump SQ.II (Second) el 18 de abril de 2008. 
Se acaba de anunciar que la serie será publicada en las principales revistas de Jump Square en marzo de 2009. Último Karakuridôji sigue la historia de dos robots llamados Último y Vice que fueron creados por el Dr. Dunstan hace 1000 años.
El manga, más tarde fue traducido al inglés por Viz Media y publicado en septiembre de 2008 en la Shonen Jump. Una adaptación del anime Último Karakuridôji se anunció con las expectativas de Stan Lee para que sea tan popular como Spider-Man (creado por Stan Lee y Steve Ditko).

## Producción
Último Karakuridôji se anunció por primera vez como un trabajo sin nombre, creado entre Stan Lee, el creador de superhéroes como Spider-Man y X-Men, y el mangaka Hiroyuki Takei, creador de Shaman King. Según Stan Lee en una entrevista de audio llamó a Dream Ranch and JEA y dijo que él quería crear un manga con ellos, y que será publicado por Shueisha. Stan Lee declaró que nunca ha hecho una historieta acerca de dos robots del mismo nivel de poder, no con seres tan heroicos como los demás. Conceptualmente en Último Karakuridôji, Stan Lee quería crear algo que los lectores japoneses y americanos disfrutaran juntos. La primera imagen plenamente coloreada de Vice y Último fue lanzada en la página web de Jump SQ, el 4 de abril de 2008. La serie fue licenciada en España de mano de Panini Manga y bajo la firma de Viz Media en Estados Unidos, además de publicada en la Shonen Jump estadounidense cada mes.

## Curiosidades
- El diseño del Doctor Dunstan es en realidad el mismo Stan Lee, pero con facciones un tanto más poderosas.
- Los nombres de los dōji malignos son los siete pecados capitales (Avaricia, ira, gula, etc.)